# Понта-дос-Капелиньюш (маяк)
Маяк Понта-дос-Капелиньюш (с порт. Farol da Ponta dos Capelinhos) или же Маяк Капелиньюш (с порт. Farol dos Capelinhos) — это маяк, расположенный вдоль прибрежного полуострова Понта-душ-Капелиньюш и Коста-Нау, в районе Капелу на острове Фаял, входящем в состав Азорских островов. Этот культовый символ острова был построен в конце XIX века и тесно связан с извержением вулкана Капелиньюш, которое произошло в 1957—1958 годах.

## История маяка

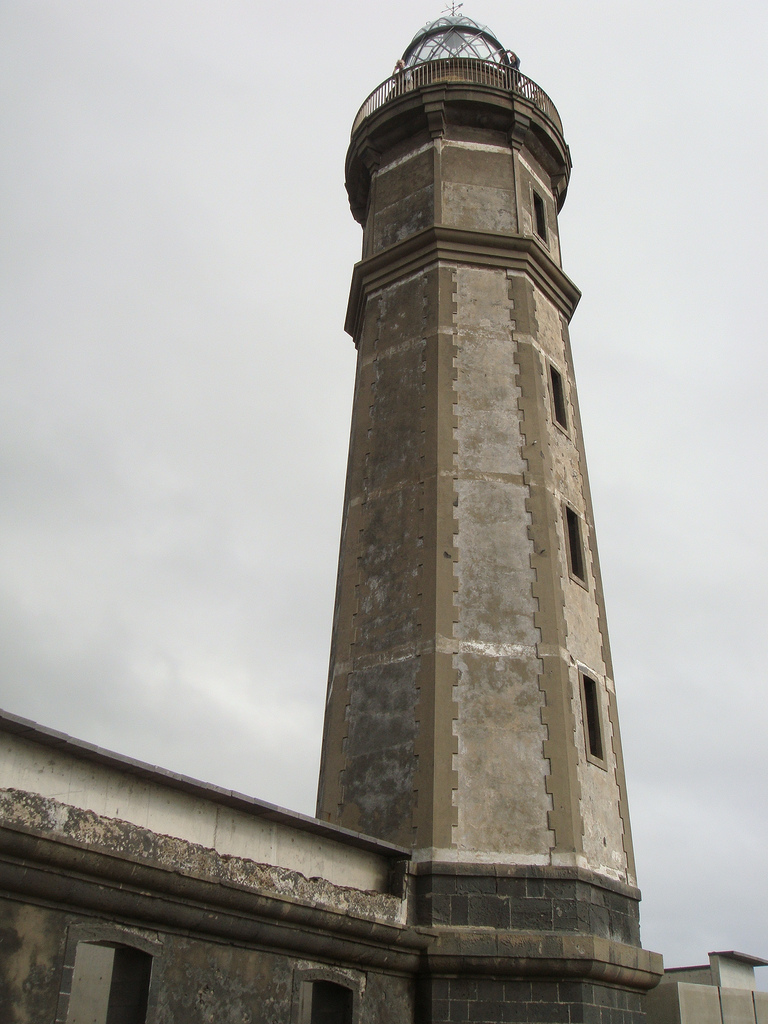
Башня маяка построена из вулканического базальта

Маяк начал строиться 18 апреля 1894 года. Однако до начала строительства, на протяжении многих лет моряки, официальные лица и общественность высказывались за необходимость установки маяка на оконечности острова Фаял. Они «жаловались правительству на то, что вдоль побережья островов необходимо установить несколько огней для безопасности судоходства, а также для предупреждения о возможной опасности столкновения с землей и необходимости выбора безопасного маршрута». К концу XIX века в этом регионе произошло огромное количество происшествий, и движение стало более интенсивным. Однако первые записи об этом появились ещё в 1678 году.
В конце XIX века (1883 и 1884 года), Географическое общество Португалии (с порт. Faialense Sociedade de Geographia) и муниципальный совет под руководством Жуана Жозе де Грасы (с порт. João José da Graça) выступили с инициативами по строительству двух маяков на острове. Эти маяки были расположены в Капелиньюше и Рибейринье. Ещё в начале того десятилетия прогрессивный депутат Мигель Антонио да Сильвейра получил разрешение на строительство первого из этих маяков. Однако не было установлено никаких сроков или обещаний о том, когда именно начнётся строительство.
Несомненно, Комиссия по маякам (с порт. Comissão de Faróis) действительно занималась разработкой «плана освещения» Азорских островов. Однако работа была приостановлена из-за проблем с бюджетом, изменений в правительстве и отсутствия политической воли. В местной газете были опубликованы мнения по этому поводу двух португальских морских пехотинцев: Хосе де Алмейды де Авилы, брата графа Авилы, и Доминоса Тассо де Фигеридо.
В мае 1892 года эти идеи, а также предложение Комиссии по маякам, были представлены Министерству общественных работ (с порт. Ministério das Obras Públicas) на рассмотрение. В апреле 1894 года было принято решение инвестировать 15 миллионов реалов в реализацию этого проекта.
Работы, необходимые для возведения маяка, стартовали 1 апреля 1894 года.
К июлю 1903 года строительство здания было завершено.

### Приостановка работы маяка

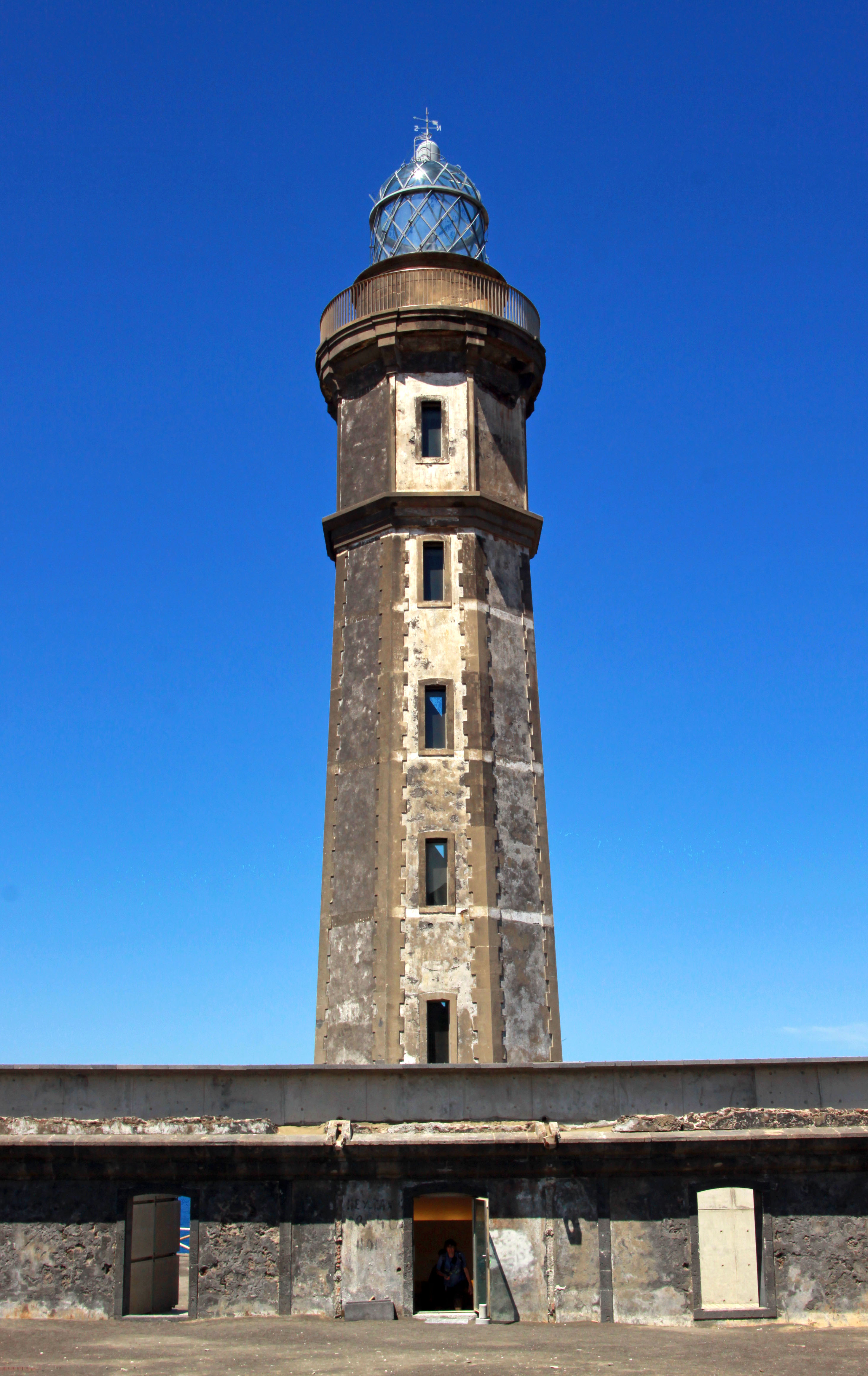
Маяк был засыпан пеплом и камнями настолько, что до наших дней первый этаж до сих пор не виден

10 октября 1957 года, во время ремонтных работ, проведенных Дирекцией общественных работ (с порт. Direcção das Obras Públicas) в районе Орта под руководством Дирекции национальных зданий и памятников (DGEMN) и Дирекции служб охраны природы (с порт. Direcção dos Serviços de Conservação), директор охраны природы сообщил по телеграфу о приостановке работы маяка в связи с извержением вулкана Капелиньюш.

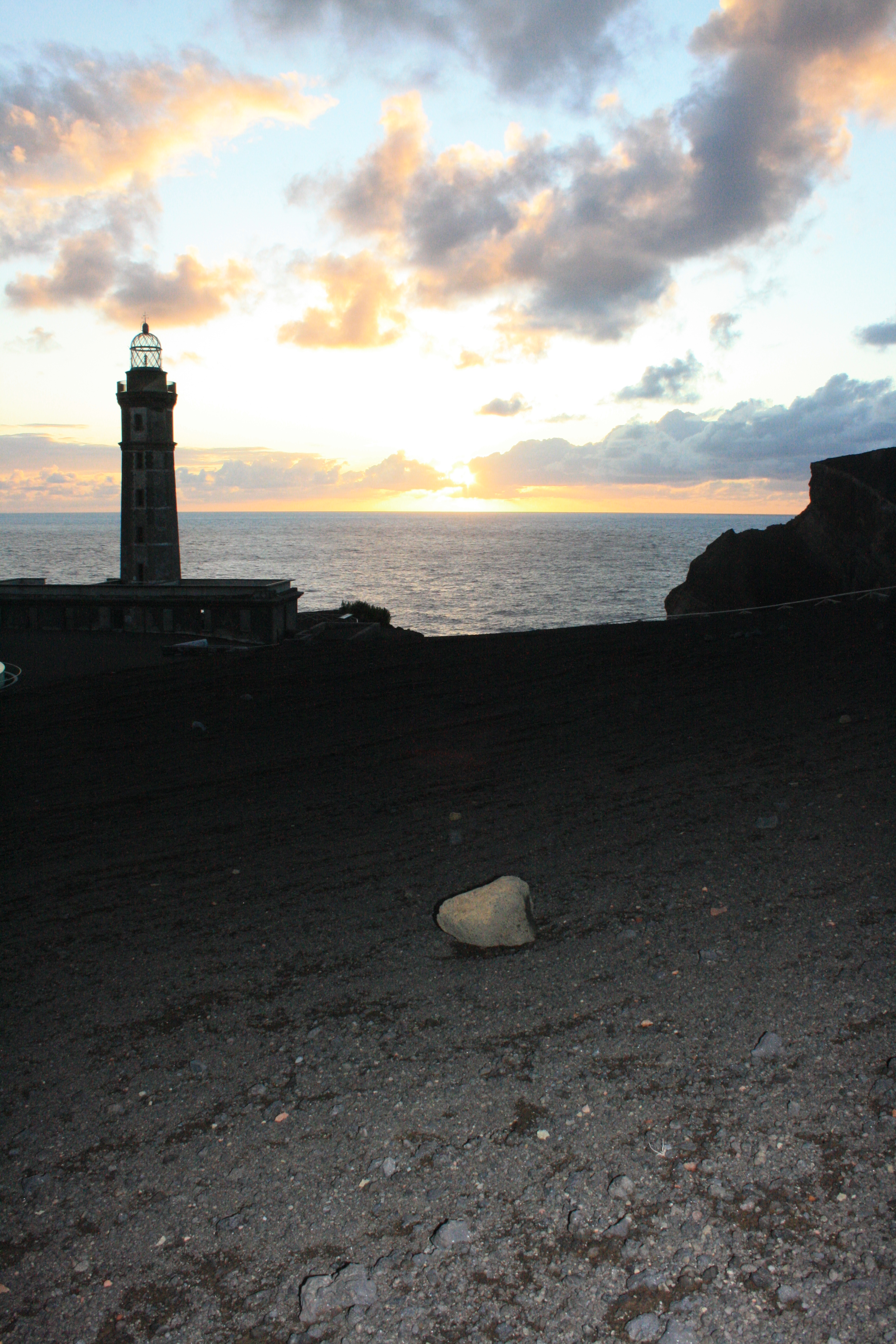
Извержение вулкана в 1957 году привело к закрытию маяка и разрушению окружающих зданий

7 ноября 1957 года главный инженер общественных работ Фредерико де Менезес Авелино Мачадо (Frederico de Menezes Avelino Machado) представил директору DGEMN первый отчет о том, как извержение повлияло на маяк. В отчете описан уникальный эпизод из современной истории островов:

Извержение вулкана Капелиньос началось 27 сентября с небольшого вскипания воды в море, примерно в километре к западу от маяка. 29 сентября интенсивность извержения резко возросла и стала взрывоопасной. Выброс пепла (песка и пудры) часто достигал 800 метров, а в другой раз превысил 1200 метров. Столб водяного пара поднимался на высоту 3-4 километров, а иногда и больше. Извержение продолжалось в течение месяца.
Количество выброшенного пепла было настолько велико, что образовался небольшой остров диаметром 800 метров и высотой 100 метров над уровнем моря в районе, глубина которого составляла 70 метров. Недалеко от маяка Капелиньюш и порта Компридо упало несколько камней весом около 30 килограммов.
Облако пепла было поднято ветром и из-за этого пепел выпал примерно в 20 километрах от вулкана. Это было наиболее опасным аспектом извержения. Количество пепла, выпавшего на сушу, зависело от направления ветра.
6 и 7 октября, когда с запада подул сильный ветер, в поселениях Канто и Норте Пекено, которые находятся примерно в 3 километрах от вулкана, возникла паника. Население было эвакуировано. Из-за пыли, рассеянной в воздухе, количество осадков в регионе увеличилось более чем в два раза по сравнению с нормой — с 70 миллиметров, до более чем 700 миллиметров в месяц. Проливные дожди стали ещё одним фактором в регионе.
29 октября небольшой остров погрузился под воду, и казалось, что активность прекратилась. Но в последующие дни она продолжалась, и неясно, возобновится ли активность и достигнет ли она прежнего уровня…
Выброшенные вулканом камни упали на здания маяка Капелиньюш, пробив плитку и тротуары, разбив стекла, предметы сантехники и часть мебели. Во время извержения маяк пришлось закрыть, а персонал эвакуировать. В связи с этим работы, которые велись в настоящее время, были приостановлены. Пепел и осадки попали в отверстия в крыше и окнах и скопились почти во всех помещениях, повредив внутренний пол и картины. Внешний двор также был засыпан песком толщиной более 1 метра.
К этому описанию прилагался фотографический журнал, в котором были указаны регистрационные данные, подписи и даты. Он служил иллюстрацией к наиболее значимым моментам события, произошедшего в период с сентября по ноябрь 1957 года.

29 ноября 1957 года маяк прекратил работу из-за извержения вулкана Капелиньюш.
30 апреля 1958 года Фредерико де Менезес Авелино Мачадо представил новый репортаж с семью фотографиями. В своём сообщении он поделился тем, что произошло с момента выхода предыдущего репортажа:

В ноябре и декабре 1958 года когда вулканическая активность несколько спала, основные повреждения были устранены силами Дирекции маяков и частично Дирекцией национальных зданий и памятников. Был проведён аварийный ремонт зданий на общую сумму 49 611 эскудо, чтобы сохранить их в первозданном виде и противостоять неблагоприятной погоде, вызванной многомесячным извержением вулкана.
В январе 1959 года вновь выпал пепел, и дирекция общественных услуг выделила средства на очистку крыш. Было потрачено 11 109 эскудо.
Однако в феврале и марте 1959 года извержение приняло неожиданный оборот. Кратер, который ранее находился примерно в 1200 километрах от маяка, сместился на 500 метров ближе. Это привело к тому, что на крыши зданий упало огромное количество камней весом от 10 до 300 килограммов, что привело к приостановке работ. Многие камни повредили крыши. Также в огромном количестве выпал пепел.
В ночь с 23 на 24 марта 1959 года выпал слой пепла толщиной 1,9 м, что соответствует нагрузке в 2 тонны на кубический метр. Крыши жилых домов обрушились, а железобетонная плита в машинном корпусе была разрушена. Во дворе маяка уже накопился слой пепла толщиной примерно 7 метров, и его количество продолжает расти. Благодаря полученным средствам появилась возможность вывезти мебель и оборудование, что было выполнено персоналом маяка.
В связи с произошедшим, до окончания извержения не рекомендуется тратить дополнительные средства на строительство маяка. Башня по-прежнему поддерживается в надлежащем состоянии, но вулкан, достигающий 150 метров в высоту, значительно увеличивается, и, возможно, нам придётся пересмотреть будущее местоположение маяка.

### Настоящее время
В XXI веке остатки маяка используются в виде смотровой площадки и центр истории.